# Libeňský most

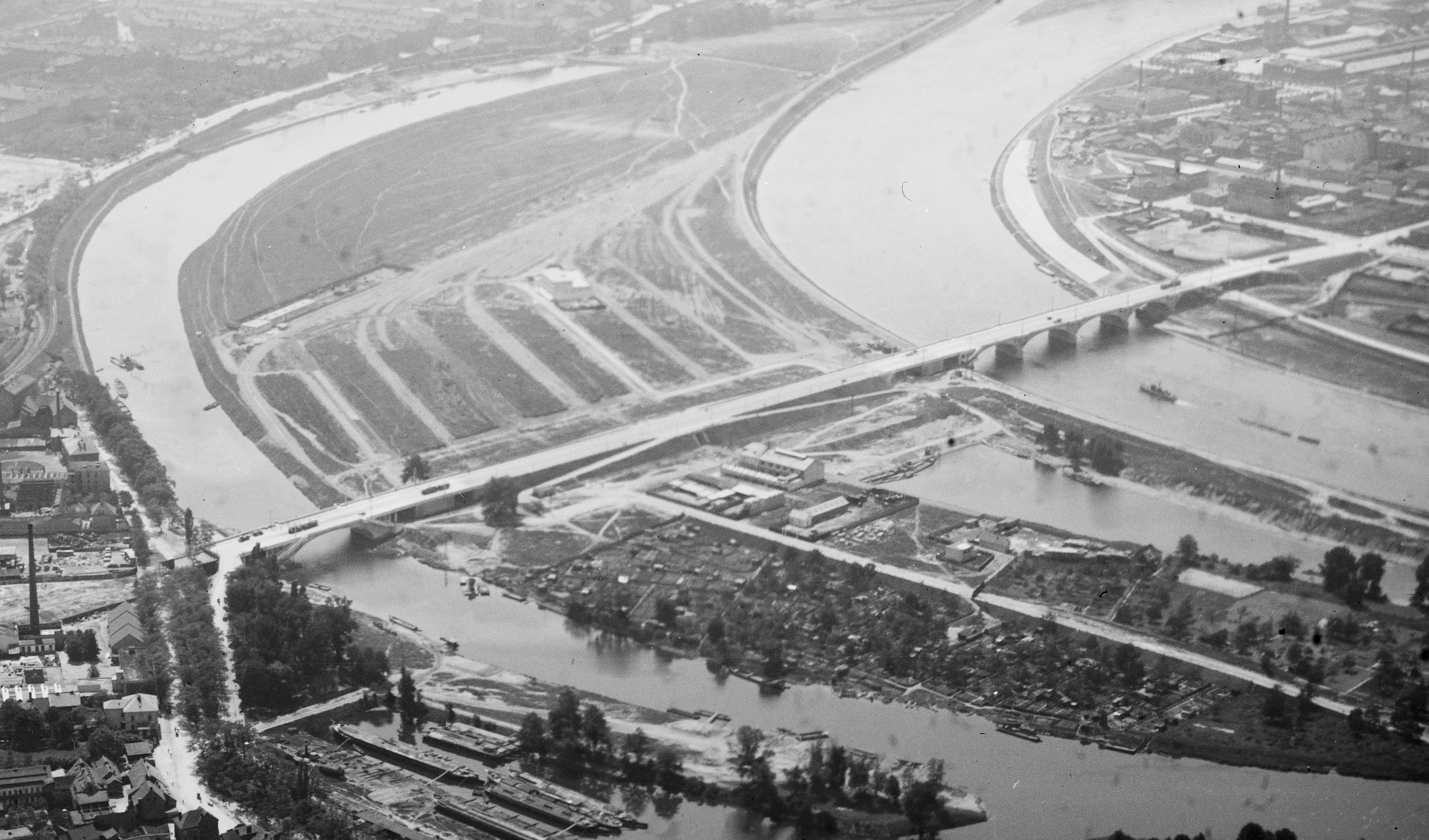
Libeňský most na letecké fotografii z 30. let 20. století, na snímku je patrný Libeňský a Rohanský ostrov i zatím nedobudovaná rampa směrem k Palmovce

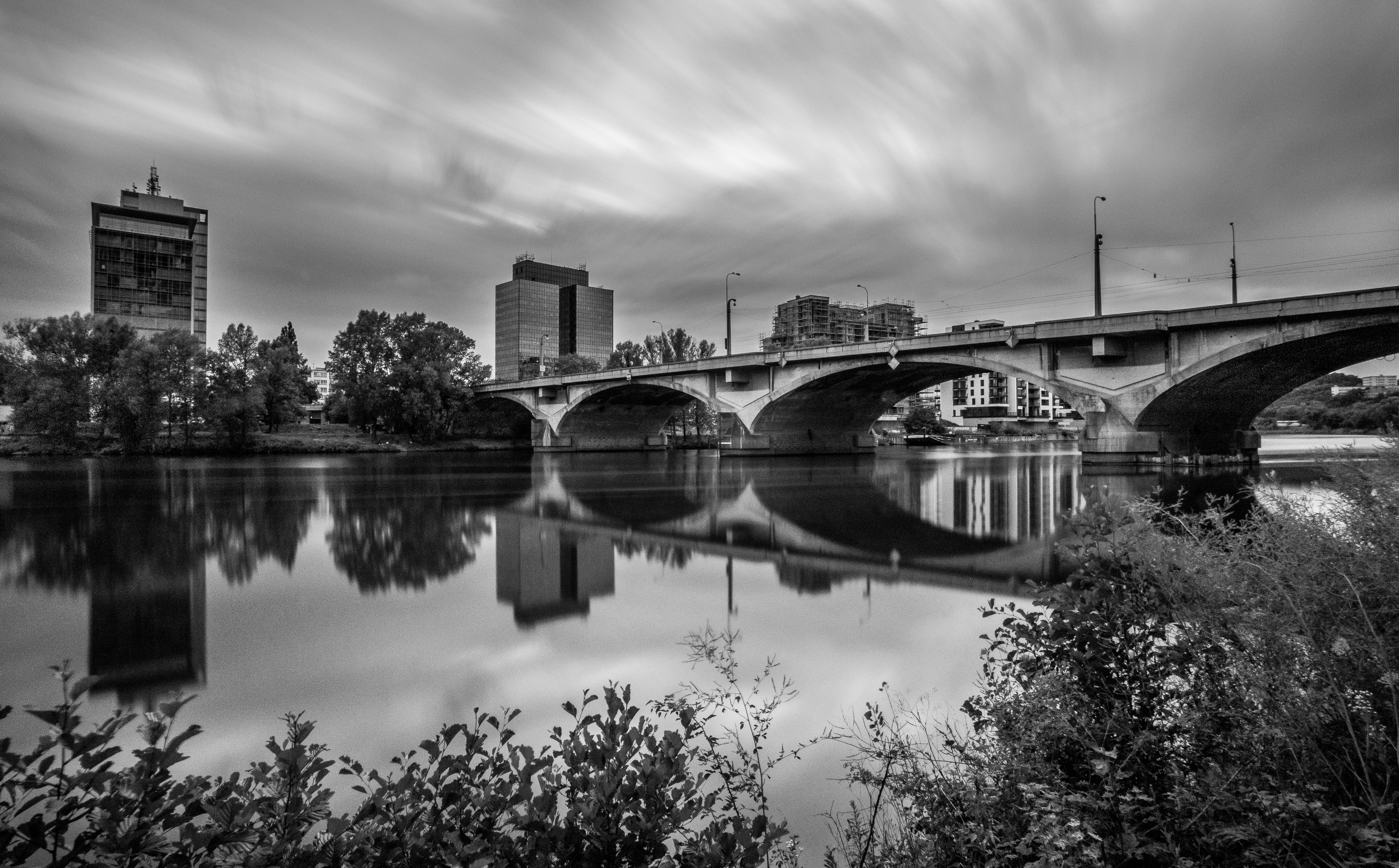
Uprostřed moderní architektury

Libeňský most je most přes řeku Vltavu v Praze, spojující od roku 1928 levobřežní čtvrť Holešovice s pravobřežní Libní. Po proudu řeky je v Praze patnáctým mostem, nachází se v ohbí řeky Vltavy a je po něm vedena dvoukolejná tramvajová trať. Most sestává  ze šesti stavebních celků, proto je někdy označován jako Libeňské soumostí.
Autory projektu byli architekt Pavel Janák a mostní stavitel František Mencl. Stavební sloh mostu je označován jako avantgardní funkcionalismus, někdy i jako kubismus. (architekt Vít Máslo pro časopis Reflex v květnu 2018 uvedl názor, že jde o jediný kubistický most na světě.).
Most nikdy neprošel zásadnější opravou, je dlouhodobě ve špatném technickém stavu a provoz na něm podléhá omezením. V roce 2004 se objevil záměr most radikálně přestavět (případně zbourat) a rozšířit. Odpor odborné i laické veřejnosti proti přestavbě vyústil v žádost o prohlášení díla za kulturní památku, kterou ministerstvo kultury zamítlo.

## Historie mostu

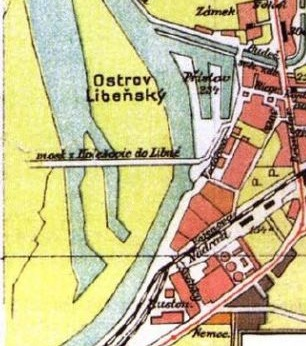
Plán Libně z roku 1879 doplněný začátkem 20. století

### Dřevěné provizorium
Dnešní most stojí v ose předchozího dřevěného provizoria podle návrhu Ing. Soukupa z roku 1903, které nahradil. Pro běžná pole provizorního mostu byly použity segmenty provizoria z roku 1898, zřízeného na místě řetězového mostu Císaře Františka I. v době stavby současného kamenného mostu Legií. Na libeňské straně bylo doplněno obloukové pole Emmyho systému o rozpětí 40 m a na holešovické straně pak pole v podobě věšadlového vzpěradla, oboje podle návrhu Ing. Soukupa. Délka přemostění byla 449 metrů. Betonové klenbové pole o rozpětí 17 m, připisované Ing. V. Trčovi, bylo zajímavé malou tloušťkou 200–260 mm a zakomponováním do náspu, kde bylo užito průniku rovin klenby a svahů. Provizorní konstrukce byly postupně od roku 1924 do roku 1928 sneseny. V Národním technickém muzeu je dochována dokumentace i modely ve velkém měřítku. Již po provizorním mostě byla vedena tramvajová trať.

### Současný most
V průběhu výstavby mostu se odehrála regulace Manin (především přeložení koryta Vltavy blíže k Holešovicím). Díky tomu bylo možné budovat některé pilíře mostu na suchu, než bylo nové koryto zaplaveno vodou.

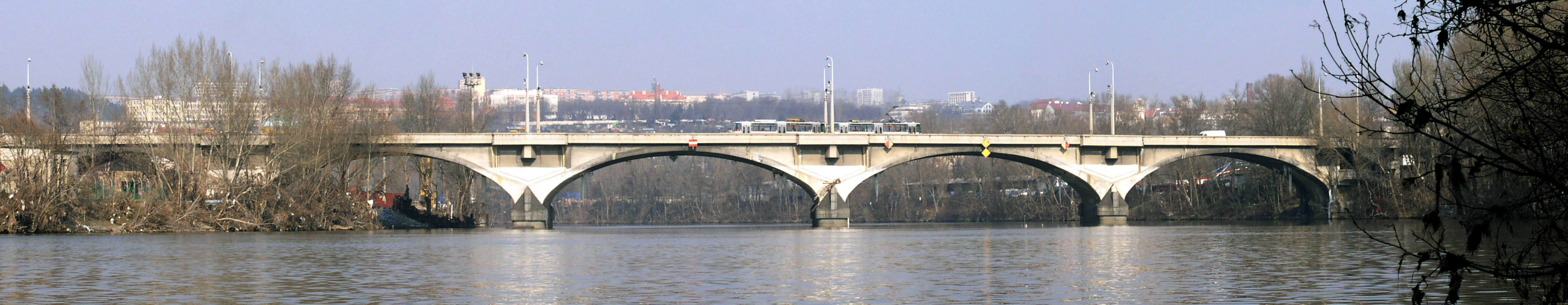
Panorama Libeňského mostu z roku 2003

Pro veřejnost byl otevřen 29. října 1928 k 10. výročí vzniku Československé republiky. Nesl název po tehdejším primátorovi Prahy, Karlu Baxovi. Název se však neujal a most byl známý spíš jako Libeňský most. Tento název mu zůstal, i když se v minulosti ještě několikrát měnil. Dne 9. května 1950 byl přejmenován na Stalingradský most. Tento název mu zůstal až do roku 1962.
V roce 2002 byl Libeňský most při povodních mírně poškozen. Povrch betonu byl při povodni v roce 2002 vymyt vodou a patrně díky obsahu agresivních látek ve vodě byl povrch poměrně slušně očištěn.
Tramvajové těleso bylo několikrát rekonstruováno (naposledy roku 2012).

## Popis a provedení
Odchylka osy mostu od kolmice na tok řeky činí cca 18 stupňů.
Betonový most byl postaven podle projektu architektů Pavla Janáka a Františka Mencla. Ing. Mencl byl autorem obloukové části, Ing. Václav Dašek rámové části, architektonická úprava je připisována kanceláři Pavla Janáka. Dodavatelem stavby bylo Dělnické podnikatelství staveb Piták a společníci, založení pilířů a ostatní betonové konstrukce dodali Ing. Hlava a dr. Kratochvíl a Ing. Dr. Skorkovský. Ztvárnění mostu jedinečně reprezentuje robustně puristické údobí ve vývoji tvorby Pavla Janáka.
Most (resp. soumostí) je tvořeno šesti částmi:
- Most ev. č. V009 o celkové délce přemostění 295,82 m má přes nové řečiště pět trojkloubových oblouků z prostého betonu(28, 38,5, 2 x 42,8 a 38,5 m) ukončené uzlem schodišť a třemi železobetonovými rámovými konstrukcemi na ostrovní straně a na holešovickém předmostí uzlem schodišť a pěti rámovými železobetonovými konstrukcemi (největší o rozpětí cca 15 m).
- Most ev. č. X652 - železobetonový most o dvou polích o celkové délce přemostění 42,8 m a rozpětí polí 2x13,2m. Je ukončený opěrou přecházející do zemního tělesa.
- Betonový klenutý most ev. č. X653 s délkou přemostění 6,2 m.
- Železobetonový jednopolový rámový most ev. č. X654 s délku přemostění 13,4 m.
- Most ev. č. X656 o celkové délce přemostění 115,52 m má přes původní řečiště trojkloubový oblouk z prostého betonu o rozpětí 48m. Most je technickým unikátem, jedná se o most s největším rozpětím oblouku z prostého betonu v Evropě. Na oblouk z prostého betonu navazují železobetonové rámové konstrukce, které oblouk doplňují na celkovou délku přemostění. Na obou koncích se nachází uzel schodišť. Podobně jako most V009 tento most vykazuje vysokou architektonickou kvalitu, která spočívá v kubizujícím tvarosloví ing. arch. Pavla Janáka.
- Ukončení mostu mladším přemostěním ev. č. 655 z roku 1971 z předpjatých nosníků přes Voctářovu ulici o délce přemostění 19,5 m. Toto místo nebylo součástí mostu a dříve zde byla postupně dvě provizoria, za provizorium bylo považováno i nynější provedení. Schodiště pro sestup do ulice jsou z materiálu považovaného v době vzniku za definitivní.

Oblouková pole o třech kloubech z prostého betonu použitá u mostů X656 a V009 jsou považována za největší hodnotu stavby. Tříkloubové oblouky byly použity již u mostu Mánesova a Hlávkova. Klenba mostu X656 na libeňské straně je největší klenbou tohoto typu v Evropě. Vyložení patek kleneb na konzolách 3 až 4,5 m a užití betonových kvádrů kloubů je považováno za tvůrčí přínos Ing. Mencla, u předchozích mostů požadovaly starší předpisy kamenné kvádry kloubů. Tloušťka klenby ve vrcholech je u nejmenší klenby 670 mm, u největší 830 mm a v patečních kloubech 800 a 950 mm. V tzv. nebezpečných průřezech (čtvrtiny rozpětí) je tloušťka 830 a 1070 mm. Klenby byly zřizovány ve čtyřech pásech s přiznanou spárou.
Samotné mostní konstrukce mají délku 493 m, spolu se zemní rampou na Holešovické straně pak 780 m, což ho činí nejdelším silničním mostem přes Vltavu v Praze, v době svého dokončení byl vůbec nejdelším silničním mostem v Praze.
Oproti starším mostům, které byly stavěné se šířkou 16 m, tento už měl šířku 21 metrů. Po svém otevření měl již asfaltovou vozovku i zadlážděné těleso pro tramvajovou dopravu. Pruhy pro silniční dopravu měly šířku po 4,2 m, chodníky o šířce 3,25 m leží částečně na římse vyložené na konzolkách. Most byl svým uspořádáním výrazně odlišný od dosud postavených mostů z betonu, jako byly Mánesův a Hlávkův.
Soumostí má osm konzolově vyložených schodišť (čtyři most V009 a čtyři most X656), které spolu s mohutným zábradlím, členěním pilířů a osvětlovacími stožáry z betonu jsou výrazným kubistickým projevem, který se v místech konzol kloubů a břitů pilířů stává až expresí ukončenou balkonem rozšířeného chodníku.
„Z tvaru a funkce mostu s oblouky, pilíři, konzolami a schodišti vyplývá, že některé prvky jsou okoseny, což zřejmě některým lidem připomíná kubismus a označují proto most za kubistický. Tak tomu samozřejmě není, svérázný expresívní styl Janák opouští již v roce 1913 poté, co se mu ho nepodařilo prosadit. (…) Spojení dnes mezinárodně ceněného kubismu s Libeňským mostem má možná spíše pomoci jako další argument pro jeho záchranu, ale myslím, že tyto berličky rozhodně nepotřebuje. Je to sebevědomé dílo avantgardní architektury, která je pro meziválečné Československo tohoto období symptomatická a těší se dnes stejné pozornosti expertů z celého světa jako kubismus.“

## Stav mostu

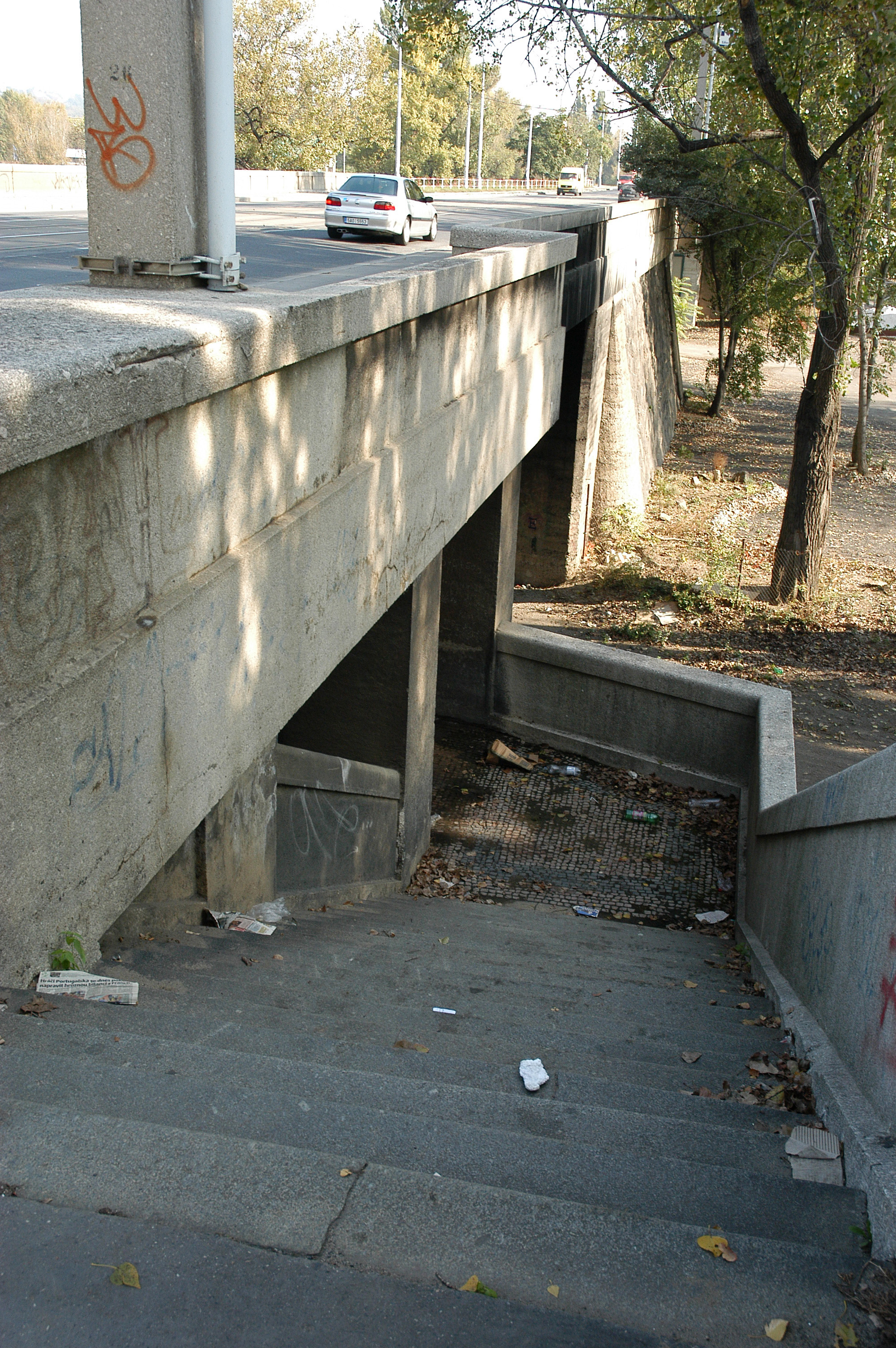
Zanedbané schodiště

Hlavním problémem mostu je jeho malá únosnost. Je to zcela logické a odpovídá to progresivnímu rozvoji dopravy i mostních konstrukcí za téměř jedno století. V prvních letech 20. století se mosty navrhovaly na daleko menší návrhové zatížení. Příkladem je zatížení návrhovým vozidlem, tehdy hmotnosti kolem 20 t, v současnosti běžně hmotnosti 80 t a výjimečně ještě vyšší. Podobně tomu je s řadou vozidel umístěných za sebou. Motorová tramvaj měla v roce 1928 hmotnost 10 t, současná tramvaj 15T 42 t. Také četnost dopravy byla tehdy nesrovnatelně nižší, než je tomu dnes.
Další závažnou skutečností je špatná kvalita betonu. Jednak se volil pro finanční úsporu beton s malým množstvím cementu, asi 200 kg/m³, což bylo již po roce 1930 nepřípustné a bylo požadováno minimálně 300 kg/m³. Ruční zhutnění betonu pěchováním, často nerovnoměrné, s nezhutněnými místy a velmi obtížně během stavby kontrolovatelné, není zdaleka tak účinné jako pozdější mechanické vibrování. Přičteme-li k tomu pro úsporu oceli zvolenou konstrukci z prostého betonu o třech kloubech a v zásadě téměř počáteční éru betonových konstrukcí (pomalu se rozvíjely prvních dvacet let), nedostatečnou izolaci proti pronikání vody i neznalost účinku dotvarování betonu a rovněž stále rostoucí dopravní nároky, je nesporným úspěchem, že most mohl být v provozu až do roku 2018. Podle obecně v 21. století předpokládané funkčnosti mostu po dobu sto let je již tak jako tak téměř na konci své plánované existence.
Most od svého vzniku dosud neprošel žádnou zásadnější opravou a je v kritickém stavu. Už delší dobu na něj nesměla auta těžší než 7,5 tuny a tramvaje mohou projíždět jen pomalu a s dalšími omezeními. Od roku 2009 se na třech krátkých úsecích na předmostích nesmí potkat dvě protijedoucí tramvaje, což je vyznačeno drážními značkami Zákaz potkávání. Proto je rekonstrukce považována za nezbytnou.
Podle posouzení v roce 2004 je konstrukce mostu silně zanedbaná a některé části jsou poškozeny korozí až na hraně havarijních podmínek. V zanedbaném stavu byla tramvajová trať, vozovky, chodníky i povrch ramen, vozovky byly špatně odvodněné se zbytky posypů a bláta, spáry zahliněné a zarůstající vegetací. Odvodnění mostu je patrně nefunkční, odvodňovače nebyly dlouho čištěny a jsou zcela zkorodované. Mezi největší problémy patří dožití všech izolací. V rámovém otvoru na pravém břehu Vltavy sídlili bezdomovci, kteří zde pálí ohně, spodní líc mostu byl silně zakouřen a u schodiště bylo viditelné místo, kde došlo k silnému požáru a poškození povrchových vrstev betonu. Konzoly schodišť jsou silně napadené korozí výztuže, schodiště jsou v havarijním stavu a konzoly nebyly ani podchyceny provizorním podepřením. V poměrně dobrém stavu byla zábradlí a původní osvětlovací stožáry, ty jsou však nefunkční a jsou k nim primitivní a nevzhlednou objímkou připojeny nové, ocelové stožáry. Troleje jsou zavěšeny na dvojice sloupů spřažené v patě a hlavě.
Podle informací ČT z 8. ledna 2016 a studie ČVUT je most v havarijním stavu a je nutná jeho komplexní oprava. Magistrát tedy plánuje jeho rekonstrukci nebo zvažuje i variantu postavit most nový. Hlavní město Praha následně po jistou dobu vybíralo dodavatele rekonstrukce. Osud mostu se v letech 2016 a 2017 stal předmětem politických debat na pražském zastupitelstvu.
V noci z 18. na 19. ledna 2018 nechal pražský magistrát most právě kvůli havarijnímu stavu až do odvolání uzavřít pro automobilovou a tramvajovou dopravu. Nutná oprava částí v havarijním stavu má trvat minimálně tři týdny.[zdroj?] Podle zjištění Kloknerova ústavu se špatný stav mostu projevil snížením nosnosti jednoho z šesti prvků soumostí na pouhých pět tun.
Uzavření mostu vyvolalo následujícího dne dopravní chaos a musely být přesměrovány některé tramvajové linky. Dle vyjádření magistrátu most zchátral proto, že Ministerstvo kultury České republiky nedokázalo rozhodnout v dostatečný čas, zdali je most kulturní památkou či nikoliv.

### Zamýšlená rekonstrukce
V létě 2004 byla na odbor památkové péče MHMP podána dokumentace k územnímu řízení, jejímž předmětem byla rekonstrukce souboru mostních objektů a komunikací ulice Libeňský most včetně ramp a křižovatky Jankovcova, a rekonstrukce tramvajové trati Libeňský most. Rozšíření mostu o 5,5 m by umožnilo vedení tramvajové trati na samostatném tělese a použití svršku S 49, který umožňuje rychlejší, klidnější a bezpečnější jízdu a má výrazně nižší náklady na údržbu a menší požadavky na četnost výluk. Z hlediska zatížení tramvajovou dopravou se jedná o druhý nejzatíženější vltavský most v Praze. Investorem měla být městská organizace Inženýring dopravních staveb, a.s. Ve skutečnosti však šlo o demolici a výstavbu nového mostu se zachováním některých vzhledových prvků mostu původního. Pražské pracoviště NPÚ vydalo 1. listopadu 2004 jednoznačné stanovisko, v němž shledává toto řešení z památkového hlediska za vyloučené, byla zpochybněna údajná potřeba rozšíření mostu o 5,5 metru a vyjádřen požadavek přikročit ke skutečné rekonstrukci, která by respektovala stavebně-historickou a architektonickou hodnotu památky. V MF Dnes se 21. 9. 2004 objevila informace, že Technická správa komunikací hl. m. Prahy hodlá most rozšířit či nahradit kopií. Klub Za starou Prahu rozeslal primátorovi a starostům obou dotčených městských částí své vyjádření, že most představuje vynikající ukázku meziválečné pražské architektury, že dílo této architektonické i technické hodnoty se musí zachovat a že k jeho úpravě je nutno přistoupit s nejvyšší pietou.
Náměstek primátora Jan Bürgermeister citoval vyjádření OPP MHMP z října 2004, podle nějž most nevykazuje takové mimořádné umělecké ani architektonické hodnoty, pro které by měl být prohlášen za kulturní památku, nejedná se o výjimečné ani nenapodobitelné dílo, ale představuje standardní technickou stavbu, která byla v letech 1924–1928 upravena z mostního provizoria z roku 1903.
Za primátora Tomáše Hudečka město předložilo městským částem dvě varianty: buď most radikálně rekonstruovat, nebo ho ponechat bez údržby s rizikem, že by mohlo dojít k dalším omezením.
Technická správa komunikací hl. m. Prahy v červenci 2015 předvedla vizualizace zamýšlené rekonstrukce mostu, v jejímž rámci má být most rozšířen z 21 na 26 metrů. Doba rekonstrukce je soutěžním kritériem veřejné zakázky, předpokládaná doba výstavby dle projektu je cca dva roky a cena dvě miliardy Kč.
Existuje celá řada variant rekonstrukce soumostí, které lze i kombinovat, tak jako se to stalo v minulosti u Hlávkova mostu. Nejlevnější[zdroj?] by bylo soumostí nahradit novým tramvajovým mostem Holešovice-Palmovka a automobilovým dvoupruhovým mostem spojující Holešovice s Voctářovou ulicí. Mosty by měly menší plochu než současné soumostí, protože na křižovatce Palmovka již neexistuje automobilová doprava. Rychlost tramvají by bylo možné zvýšit na 80 km/h[zdroj?], kromě úspory investičních nákladů by došlo k výraznému snížení nákladů na údržbu mostů a snížení výlukových časů potřebných pro opravy z týdnů na hodiny. Magistrát prosazuje "opravu" mostů se zachováním vzhledu, které bude o několik set milionů dražší, při takové opravě nelze investiční náklady ani dopředu přesně stanovit, což mnoha lidem vyhovuje.[zdroj?] V této variantě by měla být vybourána vnitřní polovina půdorysné plochy mostu, na jejím místě vybudována nová nosná konstrukce, která by zachovávala vzhled původních mostů, zábradlí a části mostů pod zábradlími by měly být zachovány původní, nebo zhotoveny jako kopie. Třetí variantou je v roce 2015 oprášená stará varianta rozšíření mostu na čtyři automobilové pruhy a tramvajovou trať uprostřed. Investiční náklady této varianty by měly být srovnatelné s opravou, provozní náklady by byly nižší.[zdroj?]
Proti zvýšení rychlosti a bezpečnosti tramvajové dopravy na mostě se postavila Praha 7 i Národní památkový ústav. Mluvčí NPÚ označila velice razantní zásahy do konstrukce i vzhledu mostu za destrukční rekonstrukci. Starosta Prahy 7 Jan Čižinský řekl, že to není rekonstrukce, ale zbourání a stavba nového, širšího mostu, avšak že by bylo lepší most, který je hodnotnou stavbou, jen opravit. K rozšíření podle něj neexistuje racionální důvod. Zdůvodnění, že je to pro případ povodní či ohrožení státu, kdy by byly nutné přesuny většího počtu lidí v těžkých tramvajích Škoda 15T, mu připadá jak z Tondy Blaníka, protože první, co se zavře při povodni a požáru, jsou mosty, tedy rozhodně se tudy nebude přesunovat obyvatelstvo.
Začátkem ledna 2016 byly zveřejněny informace o posudku, který vytvořil Kloknerův ústav na objednávku MHMP. Podle tohoto posudku v případě výstavby nového mostu na stávajících pilířích nebude hrozit takové riziko zpoždění a prodražení jako v případě rekonstrukce stávajícího a životnost nového mostu má být delší, zhruba sto let bez větších úprav, zatímco opravený původní most by vyžadoval další rekonstrukci už po dvaceti letech provozu. V reakci na tuto studii se Institut plánování a rozvoje hl. m. Prahy postavil za variantu citlivé rekonstrukce a obnovení původního architektonického tvarosloví, i kdyby se tato varianta doopravdy ukázala jako nákladnější. Ředitel institutu Petr Hlaváček navíc tvrdil, že Kloknerův ústav se variantou rekonstrukce prakticky nezabýval. Stavět přibližnou repliku nebo jen využít původní pilíře považuje IPR podle Hlaváčka za nedůstojné. V případě zbourání stávajícího mostu ho požaduje nahradit stejně kvalitním dílem současné architektury na základě mezinárodní architektonické soutěže.
„Mostní stavitelství je dnes tak vyspělý obor, že je dnes schopno opravit cokoli. Ale v úvodu musí být společenské zadání: tento most chci zachovat za všech okolností, ale to nezaznělo doposud.“ (Jan Zemánek, Technická správa komunikací hl. m. Prahy, 2016) (Jan Zemánek byl z funkce vedoucího oddělení mostů odvolán v prosinci 2017 po pádu Trojské lávky.
Dne 24.4.2018 Rada hl. m. Prahy podpořila nahrazení Libeňského mostu novým. Návrh na demolici mostu předložil náměstek primátorky Petr Dolínek. Na to veřejnost reagovala svoláváním blokády mostu a výzvami k účasti na souvisejících veřejných projednáváních magistrátu.
Dne 27.11.2018 Pražský magistrát (v novém složení po obecních volbách) oznámil, že si nechá vypracovat studii opravy mostu.
Technická správa komunikací hl. m. Prahy zveřejnila dne 26. 10. 2020 vypsání veřejné zakázky s názvem: REKONSTRUKCE SOUMOSTÍ LIBEŇSKÝ MOST PRAHA 7 A 8.

### Rekonstrukce
V září 2022 byly zahájeny opravy Libeňského mostu. Podle harmonogramu prací budou zahájeny přípravné práce, Dalším krokem bude stavba proplachovacího kanálu a přeložení inženýrských sítí. Vlastní oprava bude zahájena v roce 2024. Opravu zajišťuje konsorcium firem Metrostav TBR, SATRA a SHP. Součásti opravy budou vybudovány rampy pro cyklisty a pěší na Rohanský ostrov. V prostorách mostních opěr se plánuje postavit kavárny, obchody, skatepark a další občanskou vybavenost.V okolí na veřejném prostranství bude vysázeno stromořadí.

### Uzavření inundačního pole v lednu 2024
V odpoledních hodinách dne 11. ledna 2024 byl na základě průběžného monitorování stavu inundačního mostního pole na libeňské straně (most X656, 50°6′13″ s. š., 14°28′3″ v. d.) s okamžitou platností zastaven veškerý provoz po tomto poli včetně vstupu chodců. Opatření bylo odůvodněno zjištěným závadami na vrcholovém kloubu oblouku. V 15.58 h byla vyhlášena opatření v tramvajové dopravě, která byla ještě téhož večera i později upravována. Technická správa komunikací vyhlásila záměr v horizontu několika týdnů vypracovat a realizovat návrh podepření tohoto pole. Provoz na hlavní části mostu přes Vltavu V009 dotčen není a po sjízdných komunikacích byla zavedena náhradní autobusová doprava.

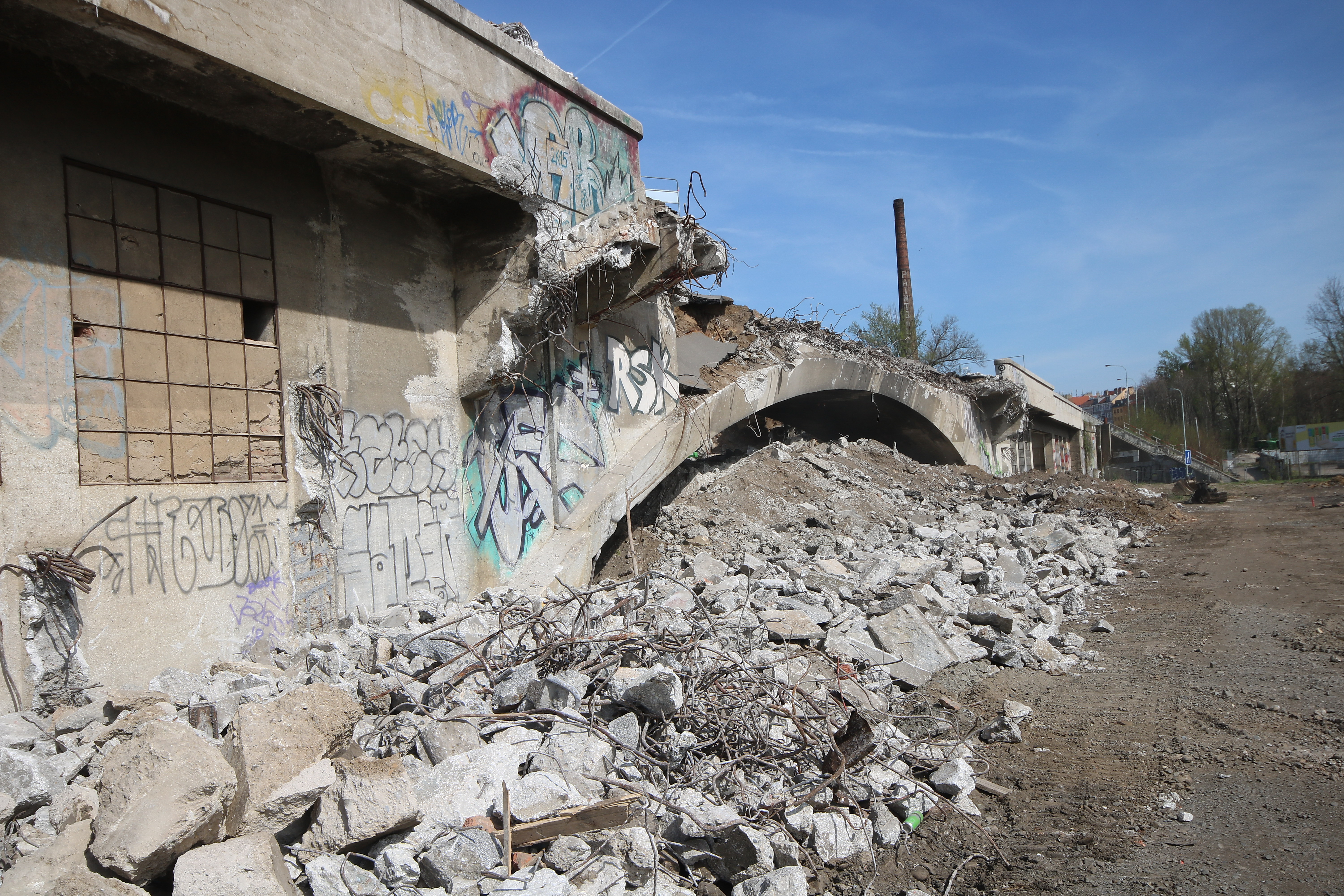
Bourání části soumostí, tzv. inundačního mostu. První etapa, další budou následovat v rámci celkové rekonstrukce a nové dostavby mostu. Stav 2024-04-06.

V následujících dnech byla ustavena odborná rada monitoringu mostu a ta v průběhu dalších týdnů konstatovala, že žádná ze čtyř zvažovaných variant podepření či provizorní opravy nezaručuje nerušený provoz. Doporučila proto předmětné pole zbourat. Práce začaly 4. dubna 2024. Dopravní podnik rozhodl o vybudování tramvajového obratiště na konci sjízdné části mostu.

Výlukové opatření Dopravního podniku platné od 17. února 2024 zahrnuje (v denním provozu) ukončení dvou tramvajových linek z centra v zastávce Libeňský most a zkrácení náhradní autobusové dopravy od Palmovky do této zastávky. Obratiště je provedeno jako úvraťové, umožňující provoz pouze obousměrných vozů, a provizorní, zhotovené z mobilní konstrukce Californien.

## Návrhy na památkovou ochranu

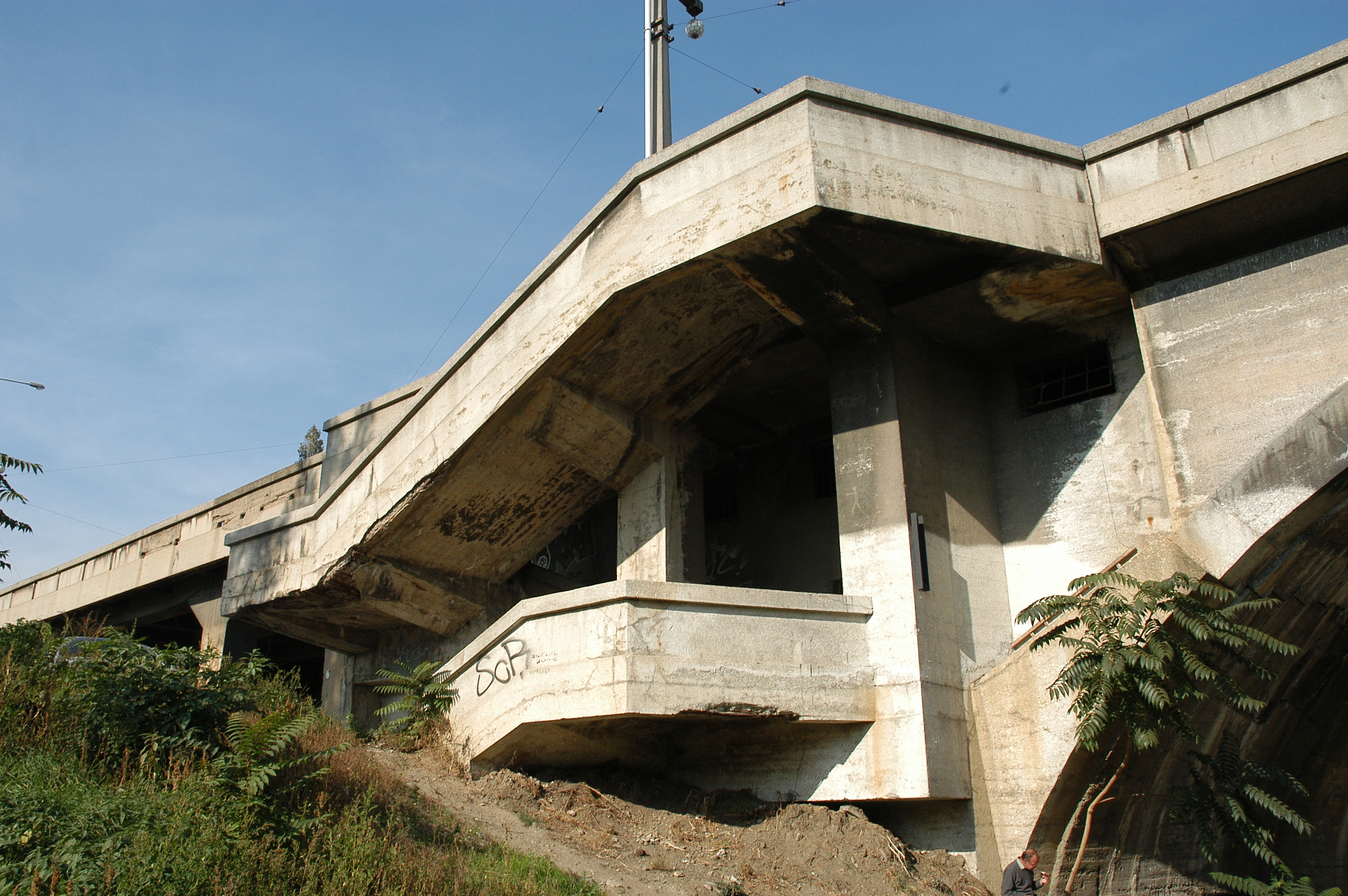
Detail schodiště z podhledu

V dubnu 2004 Národní památkový ústav prostřednictvím svého územního pracoviště pro Prahu navrhl vyhlášení mostu (spolu s libeňským židovským hřbitovem, který byl při stavbě mostu zasypán a je dosud součástí náspů vjezdu na komunikaci mostu z pravého břehu) kulturní památkou, návrh však byl zamítnut. Most se nachází jen v ochranném pásmu Pražské památkové rezervace K úsilí o prohlášení za kulturní památku se přihlásila i Praha 7 ve snaze zabránit jeho radikální přestavbě. Podle vyjádření odboru památkové péče MHMP je most architektonicky bezvýznamný, postrádá mimořádné a výrazné umělecké hodnoty a nesplňuje kritéria kulturní památky.
Další návrh na prohlášení mostu za kulturní památku podal klub Za starou Prahu 17. srpna 2015. Jako nové skutečnosti oproti předchozímu návrhu uvádí čtyři body:
- Nový průzkum dokumentace mostu v archivu Národního technického muzea, který dokládá původní autorský výtvarný záměr architekta Pavla Janáka a že most byl důsledně realizován do detailů podle jeho návrhu.
- Nové uměleckohistorické zhodnocení mostu, provedené pracovníky Ústavu dějin umění AV ČR v roce 2012, které stavbu hodnotí jako „vynikající ukázku jednoduchého, ale velmi účinného architektonického řešení nejvyšších kvalit.“ Most, který měl být podle Ing. Mencla „těžký a důkladný“, je založen na plastické kompozici objemů a tvarů, které Janák svou architekturou záměrně zdůraznil. Podle tohoto hodnocení je most postaven „v robustním puristickém stylu, v němž ještě přežívají i kubistické prvky“, což z Libeňského mostu činí jedinečný a nikde jinde nezopakovaný příklad aplikace kubistického tvarosloví na mostní stavbu.
- MK ČR bylo při posuzování umělecké a památkové hodnoty v roce 2004 uvedeno v omyl stanoviskem Odboru památkové péče MHMP, které most označilo za „standardní technickou stavbu, která byla v letech 1924-1928 upravena z mostního provizoria z roku 1903“, ačkoliv ve skutečnosti bylo provizorium vedeno v jiné stopě a dnešní most je v celé své délce novostavbou. Zavádějící mělo být rovněž tvrzení OPP MHMP, že most „z hlediska konstrukčního, architektonického ani památkového není nijak výjimečně významný a neopakovatelný, nevykazuje žádné mimořádné umělecké hodnoty a svým jednoduchým až těžkopádným konstrukčním pojetím nevybočuje z dobového standardu“, ačkoliv vysoké odborné hodnocení mostu bylo v době vzniku zmíněného stanoviska OPP MHMP obecně známo.
- Skutečnost, že most je součástí záměrně komponované skupiny pražských mostů, kterou Ing. Mencl, přednosta mostního odboru pražského magistrátu, zamýšlel jako „jednotnou harmonickou skupinu, řešenou z vyššího hlediska bez jednotlivých zálib a předsudků“, ve které je třeba „dbáti žádoucí rozmanitosti, aby byl každý most pokud možno jiný, od předešlých odlišný“. Význam mostu tak přesahuje rámec jedné stavby.

V lednu 2016 podal návrh na prohlášení mostu za kulturní památku Adam Scheinherr z iniciativy Libeňský most Nebourat, Nerozšiřovat.
Ministerstvo kultury 21. ledna 2016 na základě tohoto návrhu opět zahájilo správní řízení. V únoru 2018 pak Ministerstvo kultury vydalo rozhodnutí, že Libeňský most památkou není. V dubnu 2018 podal Národní památkový ústav a spolek Prázdné domy podnět k přezkoumání uvedeného zamítavého rozhodnutí Ministerstva kultury ČR a nadále trvají na podnětu k prohlášení mostu za kulturní památku.

## Fotogalerie

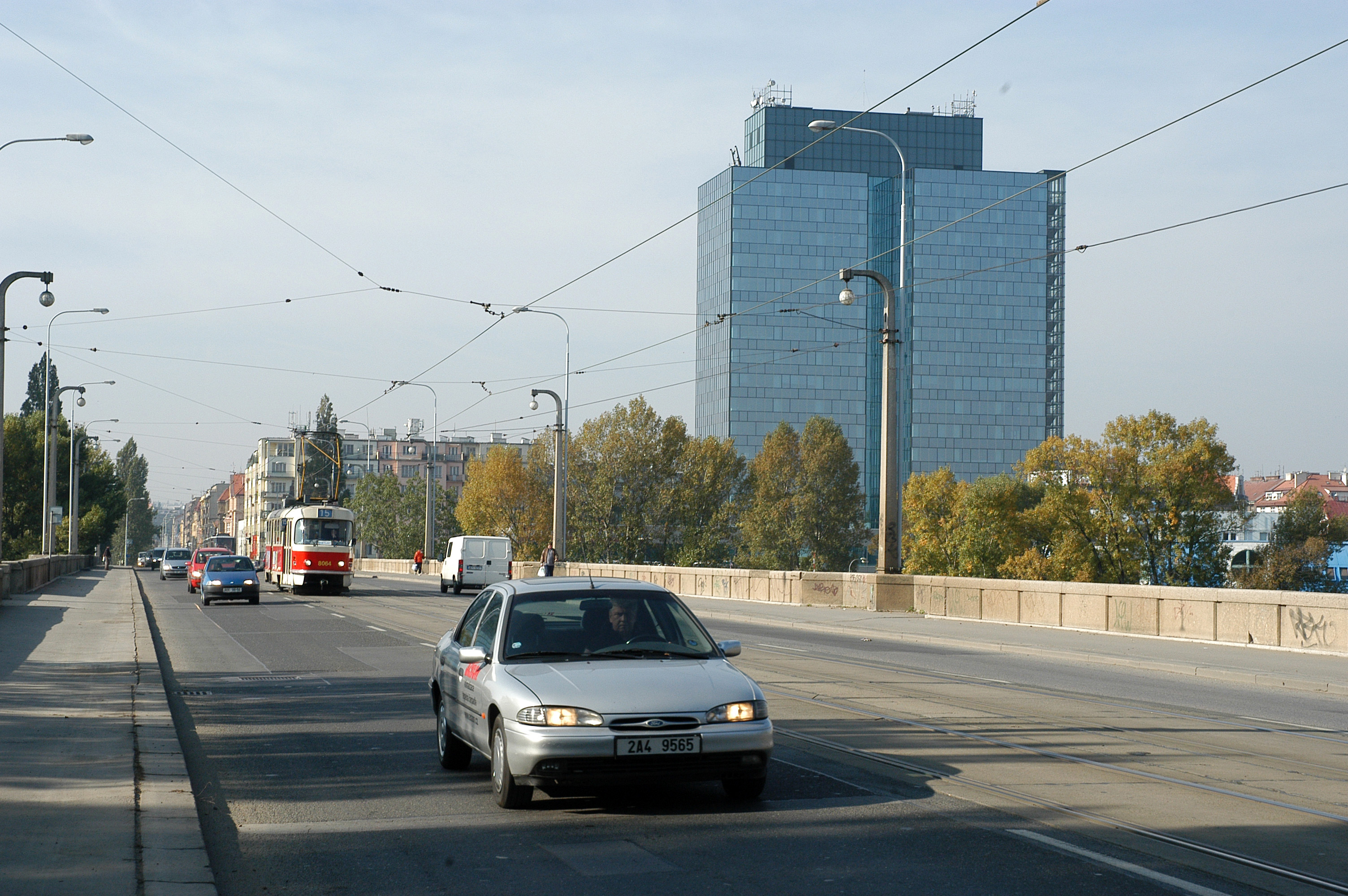
Pohled přes most na budovu PZ Kovo
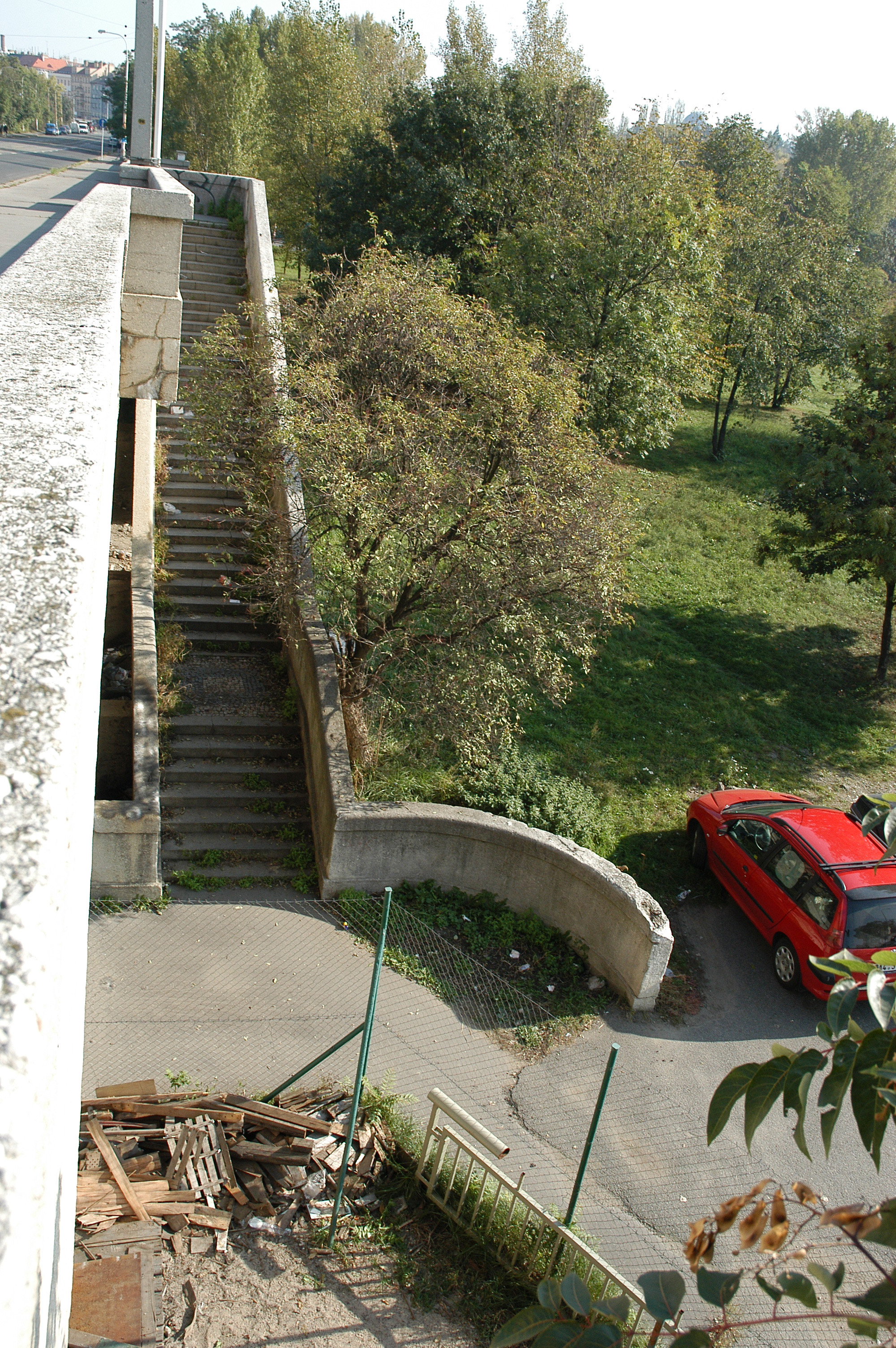
Detail schodiště na libeňské straně mostu
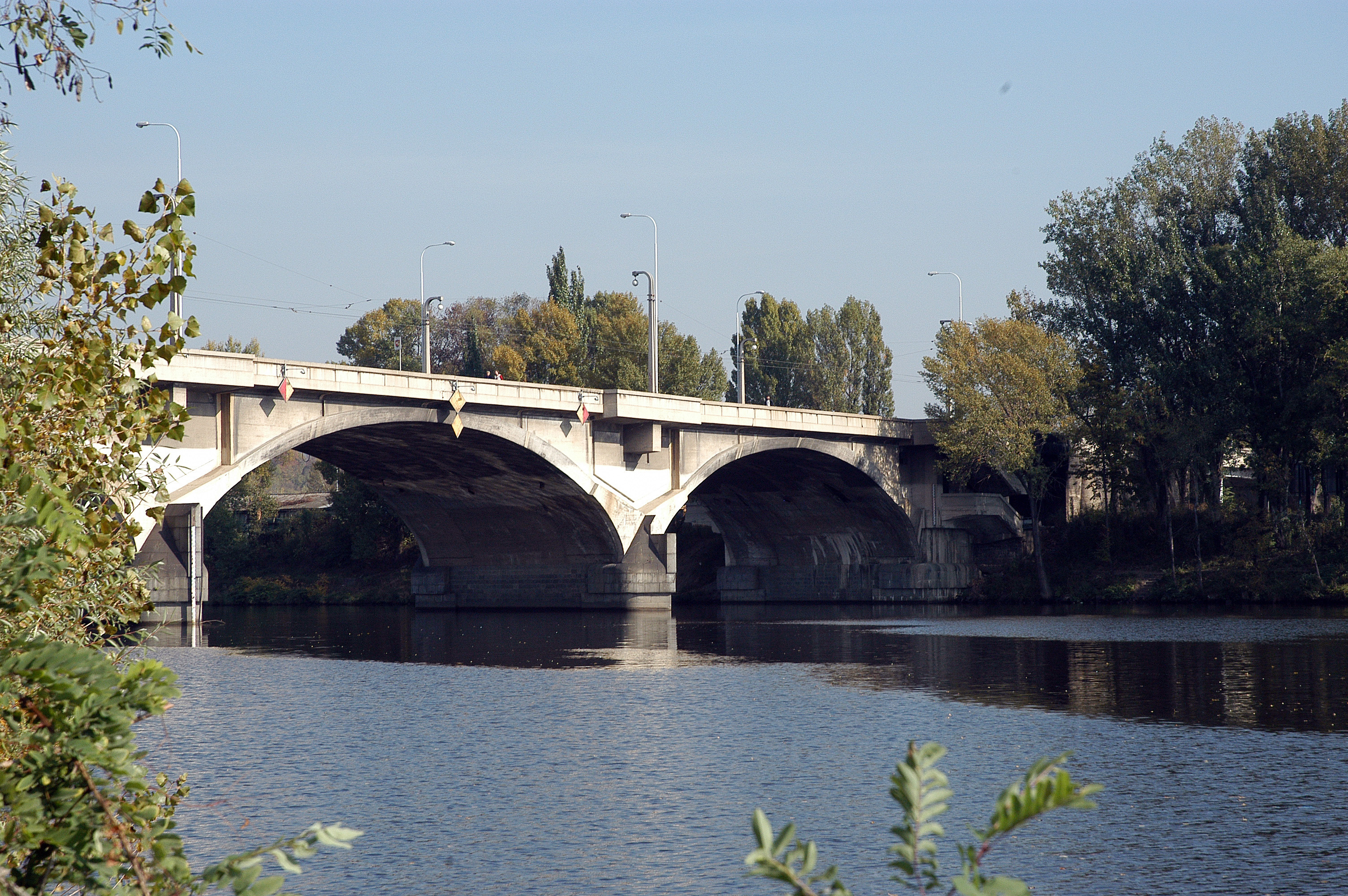
Pohled od řeky
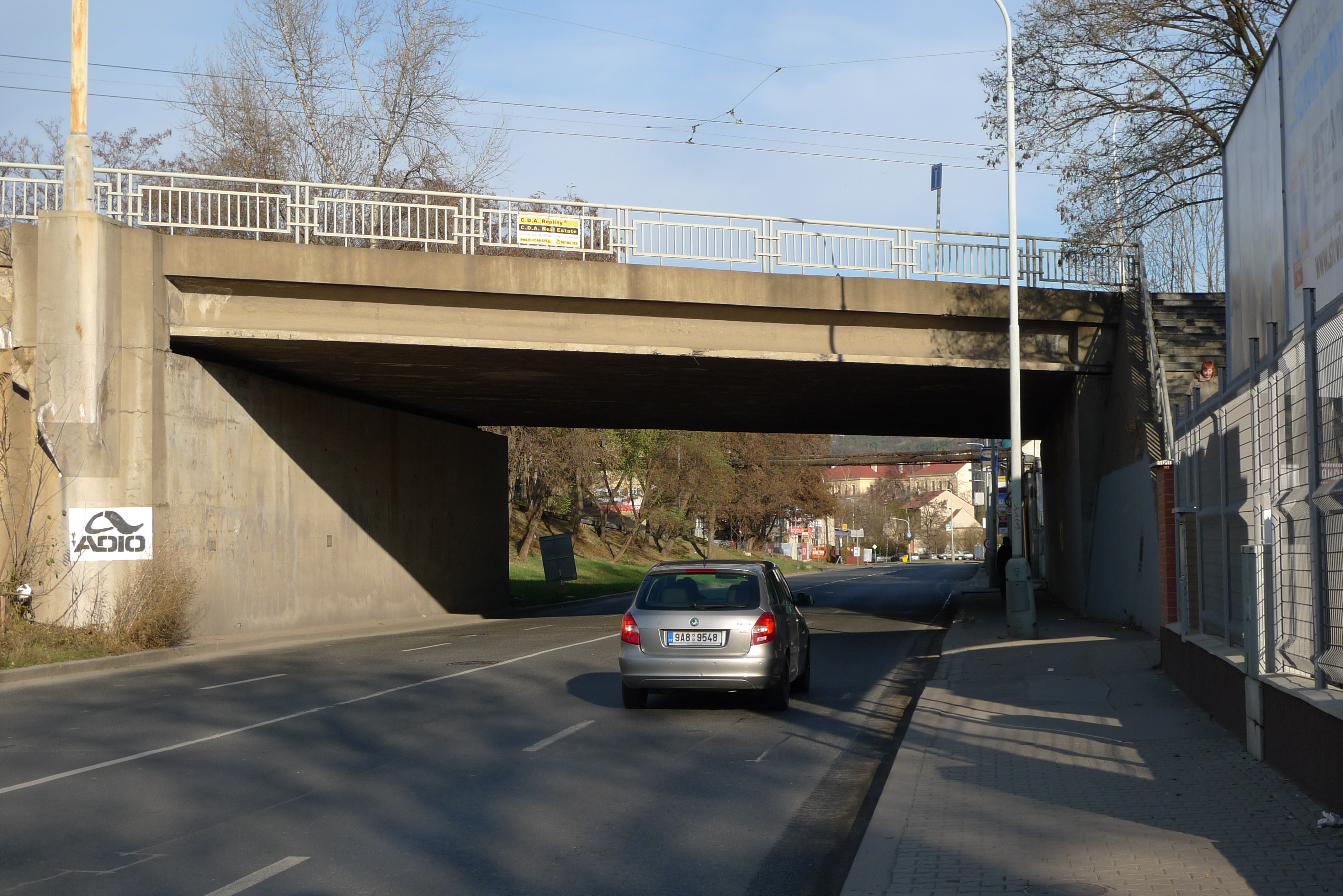
Křížení s Voctářovou ulicí na libeňské straně mostu

## Změny pojmenování
- původně navrhovaný název: Masarykův most
- 1928–1938: Libeňský most[3]
- 1938–1940: Baxův most (Karel Baxa)[3]
- 1940–1945: Libeňský most (Libeň)[3]
- 1945–1950/52: Baxův most[3][4]
- 1950/52 – 1962: Stalingradský most (Stalingrad)[3][4]
- od 1962: Libeňský most[3]